# Eliminatórias da Copa do Mundo FIFA de 2014 - África (terceira fase)
Resultados das partidas da terceira fase das eliminatórias africanas para a Copa do Mundo FIFA de 2014.
Nessa fase os dez vencedores de cada grupo na segunda fase se dividiram em grupos de dois, no sistema eliminatório em partidas de ida e volta. Os cinco vencedores dos confrontos classificaram-se para a Copa do Mundo de 2014.

## Cabeças-de-chave
O sorteio que determinou os confrontos foi realizado em 16 de setembro de 2013 na sede da Confederação Africana de Futebol. Os 10 times foram divididos nos potes conforme o Ranking Mundial da FIFA de setembro de 2013.
| Pote 1                                                                          | Pote 2                                                                           |
| ------------------------------------------------------------------------------- | -------------------------------------------------------------------------------- |
| - Costa do Marfim (19) - Gana (24) - Argélia (28) - Nigéria (36) - Tunísia (46) | - Egito (50) - Burquina Fasso (51) - Camarões (61) - Senegal (66) - Etiópia (93) |

## Resultados
| 12 de outubro de 2013 | Costa do Marfim                               | 3 – 1     | Senegal     | Stade Félix Houphouët-Boigny, Abidjã                 |
| 17:00 (UTC+0)         | Drogba 3' (pen) · Sané 14' (g.c.) · Kalou 49' | Relatório | Cissé 90+4' | Público: 30 000 Árbitro: MRI Rajindraparsad Seechurn |

| 16 de novembro de 2013 | Senegal       | 1 – 1     | Costa do Marfim | Estádio Mohamed V, Casablanca, Marrocos[a]   |
| 19:00 (UTC+1)          | Sow 72' (pen) | Relatório | Kalou 90+4'     | Público: 15 000 Árbitro: ALG Djamel Haimoudi |

| 13 de outubro de 2013 | Etiópia    | 1 – 2     | Nigéria                | Estádio de Adis Abeba, Adis Abeba         |
| 16:00 (UTC+3)         | Assefa 57' | Relatório | Emenike 67', 90' (pen) | Público: 22 000 Árbitro: CMR Néant Alioum |

| 16 de novembro de 2013 | Nigéria                      | 2 – 0     | Etiópia | Estádio U. J. Esuene, Calabar              |
| 16:00 (UTC+1)          | Moses 20' (pen) · Obinna 81' | Relatório |         | Público: 8 000 Árbitro: GAM Bakary Gassama |

| 13 de outubro de 2013 | Tunísia | 0 – 0     | Camarões | Estádio Olímpico de Radès, Radès             |
| 18:00 (UTC+1)         |         | Relatório |          | Público: 30 900 Árbitro: MLI Koman Coulibaly |

| 17 de novembro de 2013 | Camarões                                  | 4 – 1     | Tunísia     | Estádio Ahmadou Ahidjo, Yaoundé                      |
| 15:00 (UTC+1)          | Webó 3' · Moukandjo 29' · Makoun 65', 85' | Relatório | Akaïchi 50' | Público: 35 570 Árbitro: MRI Rajindraparsad Seechurn |

| 15 de outubro de 2013 | Gana                                                                                | 6 – 1     | Egito               | Estádio Baba Yara, Kumasi                       |
| 16:00 (UTC+0)         | Gyan 4', 53' · Gomaa 23' (g.c.) · Waris 44' · Muntari 72' (pen) · Agyemang-Badu 88' | Relatório | Aboutrika 41' (pen) | Público: 38 000 Árbitro: MAR Bouchaïb El Ahrach |

| 19 de novembro de 2013 | Egito               | 2 – 1     | Gana        | Estádio 30 de Junho, Cairo                   |
| 18:00 (UTC+2)          | Zaki 25' · Gedo 83' | Relatório | Boateng 88' | Público: 25 000 Árbitro: CIV Noumandiez Doué |

| 12 de outubro de 2013 | Burquina Fasso                              | 3 – 2     | Argélia                    | Stade du 4-Août, Ouagadougou               |
| 16:00 (UTC+0)         | Pitroipa 45+2' · Koné 65' · Bancé 86' (pen) | Relatório | Feghouli 50' · Medjani 68' | Público: 31 000 Árbitro: ZAM Janny Sikazwe |

| 19 de novembro de 2013 | Argélia       | 1 – 0     | Burquina Fasso | Stade Mustapha Tchaker, Blida              |
| 19:15 (UTC+1)          | Bougherra 49' | Relatório |                | Público: 35 000 Árbitro: SEN Badara Diatta |